# 入内雀
源自日本平安時代歌人藤原實方的傳說，相傳他被貶職到陸奧國並客死異鄉後，死後亡靈化身為一隻山麻雀飛回了京都，進入京都宮中的清涼殿，啄食了盤中的飯粒。因為故事中的山麻雀侵入了內裏，而以「侵入了内裏的雀」被稱為「入內雀」，或是以實方的名字稱作「実方雀」，這個故事也被收錄在鳥山石燕今昔畫圖續百鬼當中